# Casas ovnis de Sanzhi

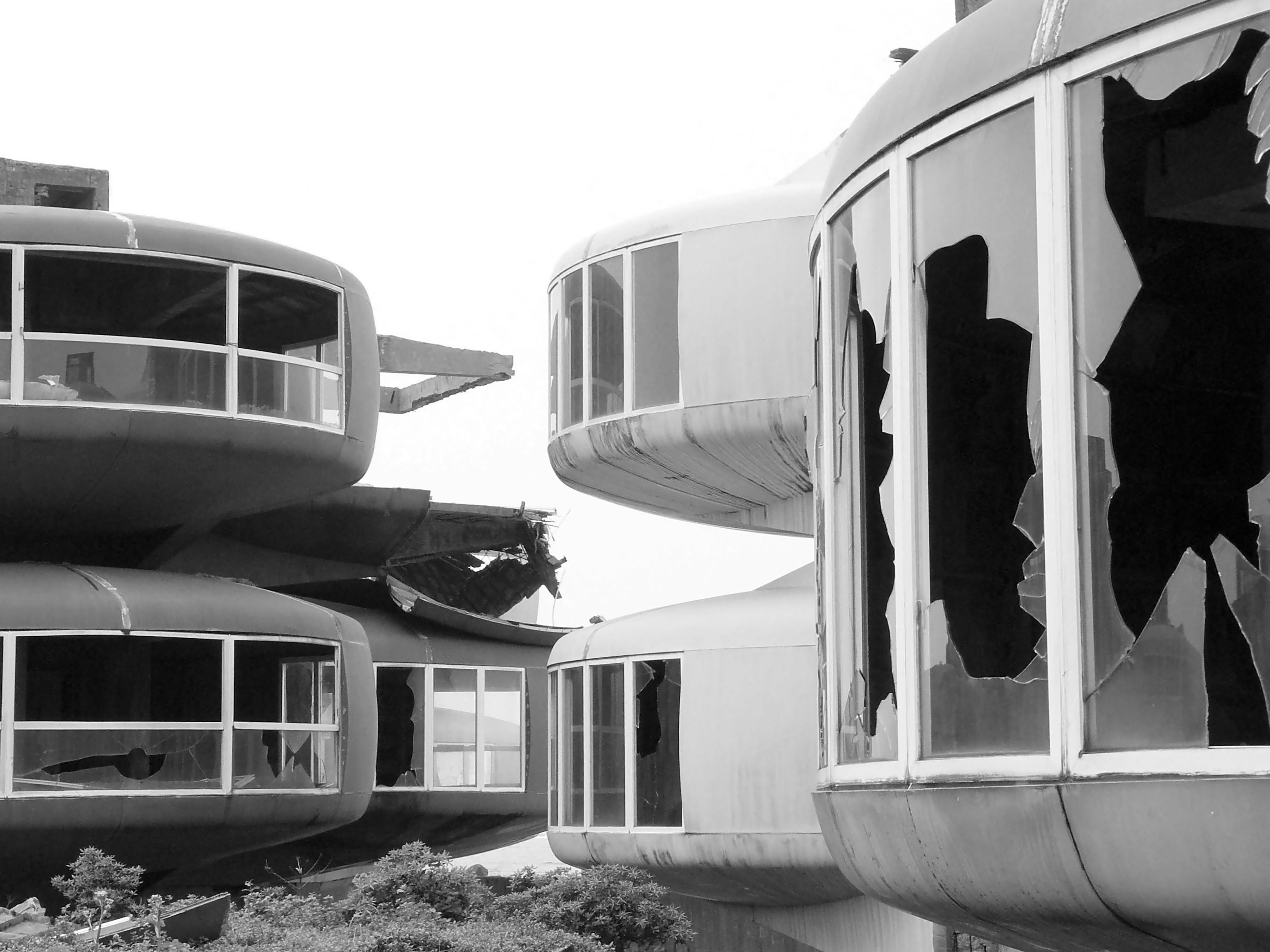
Muchas de las casas ovnis tienen las ventanas rotas.

Las casas ovnis de Sanzhi (三芝飛碟屋), también conocidas como las casas platillo de Sanzhi o la ciudad platillo de Sanzhi, era un conjunto de edificios con forma de platillo volador situados en Sanzhi, en Taiwán). 

## Construcción y abandono

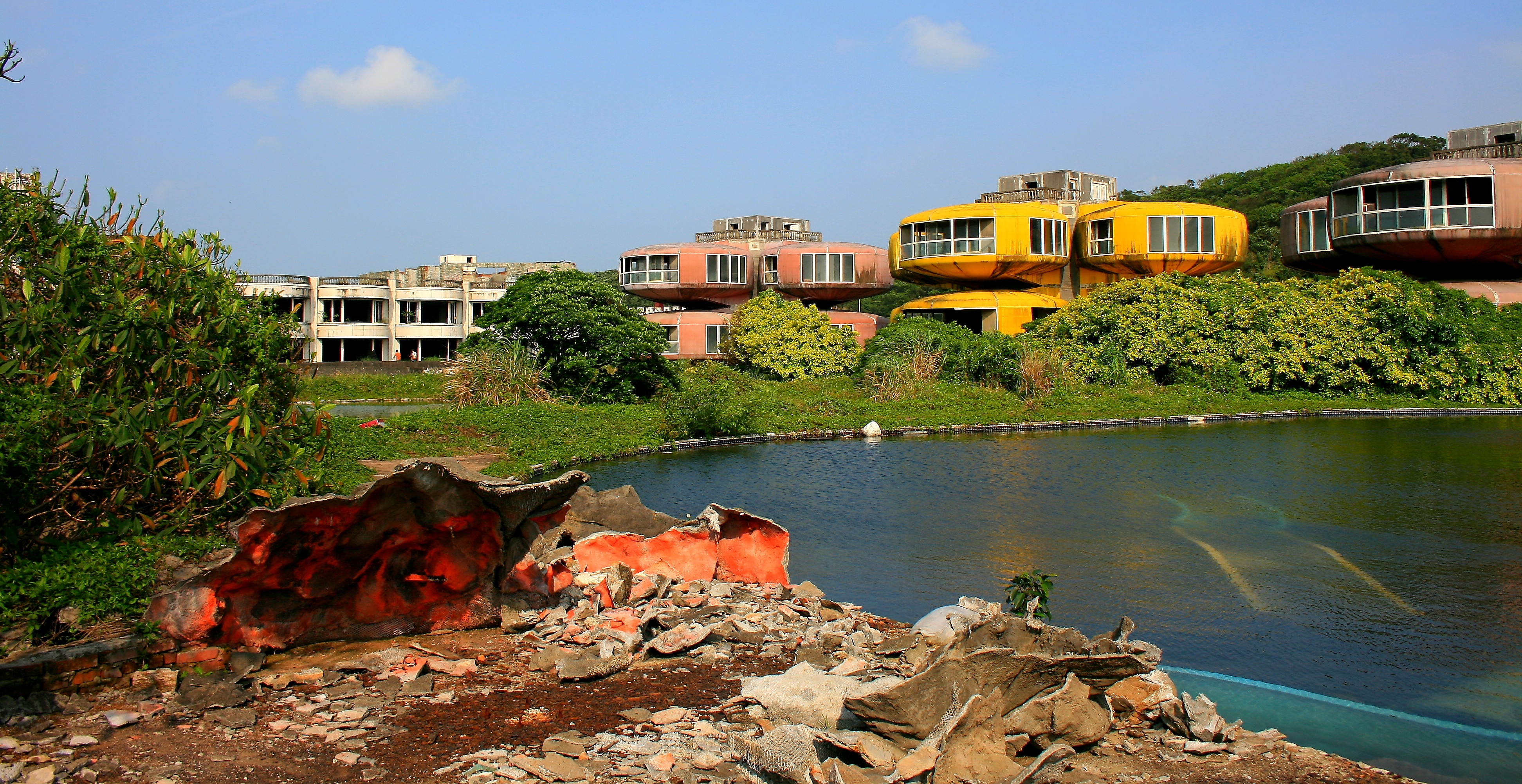
三芝飛碟屋

Las casas ovnis empezaron a construirse en 1978. La intención era crear un complejo vacacional al norte de la costa adyacente a Danshui, fueron comercializadas enfocándolas hacia funcionarios militares estadounidenses procedentes de las misiones de Asia Oriental. Sin embargo, el proyecto fue abandonado en 1980 debido a pérdidas económicas y a una serie de fortuitos accidentes de tráfico, los lugareños achacan estos accidentes a que el dragón chino de la entrada del complejo fue partido en dos para ensanchar el acceso. Otras historias comentan que el sitio fue anteriormente un cementerio para soldados holandeses.
Los edificios platillo fueron una atracción turística menor, debido en parte a su original arquitectura. Los edificios han sido retratados en el cine, usados por la MTV en diversas grabaciones, fotografiados por gente, objeto de muchas discusiones en foros de Internet, descritos como ciudad fantasma o "ruinas del futuro".

## Demolición
La demolición del complejo estaba programada para 2008, a pesar de la existencia de páginas en Internet que pedían que al menos se mantuviera un edificio como museo. La demolición se llevó a cabo definitivamente el 29 de diciembre de 2008, con planes de rehabilitar la zona como una atracción turística con hoteles e instalaciones costeras.